# 殘酷女淫魔
《殘酷女淫魔》（英語：Ilsa, She Wolf of the SS）是一部1975年的加拿大剝削電影，講述的是伊尔莎，一個虐待狂且好色的納粹集中营指揮官。這部電影由美國電影製作人唐·埃德蒙茲執導，大衛·F·傅利曼为蒙特利尔的Cinépix Film Properties公司製作，由迪婭尼·索恩主演。主角的原型是布痕瓦尔德集中营一名被定罪的戰爭罪犯伊尔斯·科赫。
這部電影於1975年初上映後，立即遭到了廣泛的爭議和批評的嘲笑，吉恩·西斯克爾稱其為“我所見過的在市中心播放的最墮落的影片”。特別受到批評的是影片的暴力场面，其中包括對閹割、鞭刑、人體實驗和許多其他形式的酷刑的描绘。口碑很快传播开来，這部電影在經濟上取得了可觀的成功，成為刑房和汽車戲院的主要內容。
這部電影的流行導致了三部續集的創作，每部續集都由索恩重新扮演她的角色。這部電影的聲名狼藉最終演變成相當大的邪典追捧，伊爾莎這個角色成為一個無處不在的流行文化偶像，具有“堅強、好鬥”的女性權威。 這部電影被認為是納粹剝削子類型的突出作品之一，並且在某种程度上也可以归类为性剝削子類型。

## 剧情
1945年，伊爾莎（迪婭尼·索恩飾）是納粹戰俘營的指揮官。她進行了虐待性的科學實驗，旨在證明女性比男性更能忍受痛苦，因此應該被允許在德國武裝部隊中作戰。作為一個虐待狂的獨裁者，伊爾莎對男人有著強烈的性慾，每晚都會選擇一個新的男性囚犯與之性交。然而，由於她的性慾亢進，當她的受害者不可避免地射精時，她感到很失望，並立即將他們閹割並處死。
在杀死她最近的戰利品後，伊爾莎負責監督新一批男女囚犯的到來。她對大多數囚犯不屑一顧且不人道，唯独被沃爾夫（古格里·克諾夫飾）的身材迷住了。沃爾夫是一個金發藍眼的德裔美國學生，戰爭爆發前一直在柏林留學，與他的同胞不同，他類似於納粹雅利安人的理想体型。沃爾夫告訴他的室友馬里奧（托尼·穆莫羅飾），伊爾莎的受害者之一，他有能力自主控制射精的时间，讓他在性交时有着令人難以置信的耐力和技巧。沃爾夫在晚上被叫到伊爾莎的臥室時證明了這一點，他設法讓她達到性高潮，成為她心甘情願放過的第一個性伴侣。
獲得伊爾莎的信任後，沃爾夫開始與馬里奧和一群首當其衝受到伊爾莎酷刑折磨的女囚犯一起策劃叛亂。與此同時，盟軍突破德軍防線的消息讓伊爾莎越來越焦慮。伊爾莎相信徵募女性加入德國軍隊將有助於遏制這股颓势，她試圖通過向來訪的將軍展示她對女囚犯進行的各種不人道實驗來說服她的女性至上理論。印象深刻的將軍授予伊爾莎鐵十字勳章以表彰她的努力，同時強迫她在他身上撒尿来满足他的欲望。
隨著德军撤退，囚犯起義，殺死了大部分警衛並圍捕了倖存的德军人員。在一場性愛遊戲中，伊爾莎被沃爾夫用長襪綁在床上，沃爾夫偷了她的槍並幫助了他的戰友。沃爾夫懇求其他囚犯讓这些納粹分子被盟軍俘获受审，但他們堅持認為納粹分子會逃脫懲罰，决定立即處決他們。隨著撤退的納粹軍隊快速逼近，沃爾夫和一名落单的女囚犯逃進了附近的山丘，而包括馬里奧在內的其餘囚犯則決心戰鬥到死。武装党卫队坦克團很快就擊敗了他們，迅速消滅了这一小規模抵抗力量。
指揮官走下坦克並開始調查集中营。在發現伊爾莎被綁起來後，他開槍擊中了她的頭部，然後下令夷平營地以銷毀他們暴行的證據。他吹噓盟軍永遠不會知道發生了什麼事，殊不知沃爾夫和那名女囚在附近的山頂上看着，他們是伊爾莎死亡集中營的唯一倖存者。